# Apogonia castaneipennis
Apogonia castaneipennis är en skalbaggsart som beskrevs av Moser 1914. Apogonia castaneipennis ingår i släktet Apogonia och familjen Melolonthidae. Inga underarter finns listade i Catalogue of Life.